# Ищенко, Александр Алексеевич
Александр Алексеевич Ищенко (укр. Олександр Олексійович Іщенко; род. 3 сентября 1953, Кременчуг, Полтавская область) — советский и украинский футболист, защитник, тренер. Заслуженный тренер Украины (1998), заслуженный работник физической культуры и спорта Украины (2006).

## Биография
Родился в Кременчуге, но в детстве вместе с родителями переехал в Запорожье. Воспитанник местной СДЮШОР «Металлург». С 1970 года — игрок дублирующего состава запорожского «Металлурга». В 1971 году призван на воинскую службу, во время которой выступал за дубль одесского СКА. После демобилизации стал игроком кировоградской «Звезды». Выступал за кировоградцев до 1975 года, в составе команды дважды становился обладателем Кубка УССР. После этого перешёл в житомирский «Автомобилист», где играл до завершения профессиональной карьеры. В 1981 году, в возрасте 28 лет, из-за проблем со здоровьем завершил выступления. Затем принял предложение возглавить любительскую команду «Бумажник», представлявшую бумажную фабрику из города Малин Житомирской области, где до 1984 года занимал пост играющего тренера.
Во время выступлений в «Звезде» с красным дипломом окончил факультет физвоспитания Кировоградского педагогического института. С 1985 года — главный тренер житомирского «Спартака». В Житомире проработал до 1993 года. В 1994 году назначен главным тренером кировоградской «Звезды-НИБАС», выступавшей во Второй лиге чемпионата Украины. Под его руководством команда в 1995 году вышла в высшую лигу и в дебютном сезоне заняла 6-е место. Позже работал в ряде других украинских клубов, всего в высшем украинском дивизионе провел 205 матчей. Тренерскую лицензию получил в 1999 году.
В 1996—1997 — главный тренер молодёжной сборной Украины. В 2003—2004 тренировал казахский «Актобе». С 2004 по 2006 возглавлял комитет сборных Федерации футбола Украины и входил в тренерский штаб молодёжной команды. С 2011 года — старший тренер детско-юношеской футбольной школы киевского «Динамо». Также работает футбольным экспертом на украинском телевидении.

## Достижения

### В качестве игрока
- Обладатель Кубка Украинской ССР: 1973, 1975 («Звезда» Кировоград)

### В качестве тренера
- Полуфиналист Кубка Украины: 1998/1999, 1999/2000 («Звезда» Кировоград)
- Вице-чемпион Европы среди молодёжных сборных: 2006

### Личные
- Заслуженный тренер Украины (1998)
- Заслуженный работник физической культуры и спорта Украины (2006)[1]